# ELC Electroconsult
ELC Electroconsult (ELC) é uma histórica empresa de engenharia italiana fundada em 1955 pelas principais empresas privadas italianas liderando e pioneira desde 1905 no planejamento, projeto e construção de projetos hidrelétricos nos Alpes. A empresa tem sede em Milão, Itália.
As atividades mundiais da ELC dizem respeito ao estudo, projeto, gerenciamento de construção de barragens, estruturas hidráulicas, projetos hidrelétricos e multiuso que lidam com irrigação e desenvolvimento agrícola, bem como geração de energia termelétrica e geotérmica, sistemas de transmissão e distribuição de energia, gerenciamento de construção de projetos, proteção ambiental, estudos sociais e institucionais, financiamento de projetos.

## Projetos significativos
- Itaipu, fronteira Brasil/Paraguai[2]
- Grande Barragem de Inga, Rio Congo
- Kurobe Dam, Japão[3]
- Barragem de Tachien, Taiwan[4]
- Dez Dam, Irã
- Damietta, Egito
- Mingechaur, Azerbaijão
- Miravalles,[5] Costa Rica
- Momotombo, Nicaragua
- Ahuachapán, El Salvador
- Majes, Peru
- Projetos hidroelétricos no rio Gilgel Gibe (Gilgel Gibe I, II, III), Etiópia[6]
- Ridracoli Dam, Itália